# Jensen Ackles

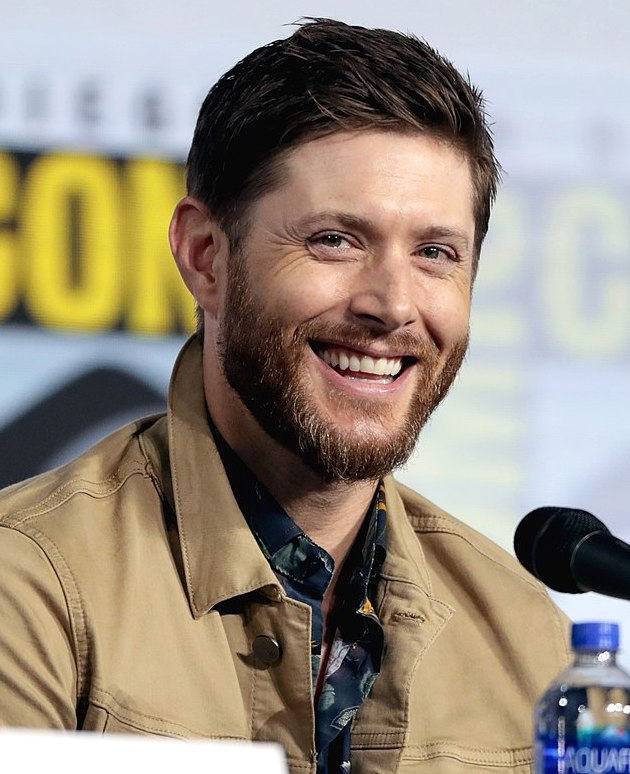
Jensen Ackles (2019)

Jensen Ross Ackles (* 1. März 1978 in Dallas, Texas) ist ein US-amerikanischer Fernsehschauspieler und Singer-Songwriter. Er wurde 2005 durch die Rolle des Dean Winchester in der Mysteryserie Supernatural bekannt und ist Mitglied der Band Radio Company.

## Leben
Jensen Ackles kam 1978 in Dallas als Sohn von Donna Joan und Schauspieler Alan Roger Ackles zur Welt. Er hat einen drei Jahre älteren Bruder sowie eine sieben Jahre jüngere Schwester. Ackles ist englischer, irischer und schottischer Abstammung.
Bereits mit vier Jahren stand Ackles für kurze Zeit als Kindermodel vor der Kamera, im Alter von zehn Jahren erneut. Nach seinem Highschool-Abschluss 1996 konzentrierte er sich ganz auf seine Schauspielkarriere und erhielt 1997 eine Rolle in der Seifenoper Zeit der Sehnsucht, in der er über drei Jahre in 18 Folgen eine wiederkehrende Rolle verkörperte. Es folgten Nebenrollen in Fernsehserien wie Dawson’s Creek, Dark Angel und Smallville, durch die er sich einen Namen machte. Im Herbst 2005 übernahm er eine der beiden Hauptrollen in der Mysteryserie Supernatural und spielte bis 2020 an der Seite von Jared Padalecki die Rolle des Dean Winchester. Seit der sechsten Staffel war er außerdem regelmäßig als Regisseur für die Serie tätig.

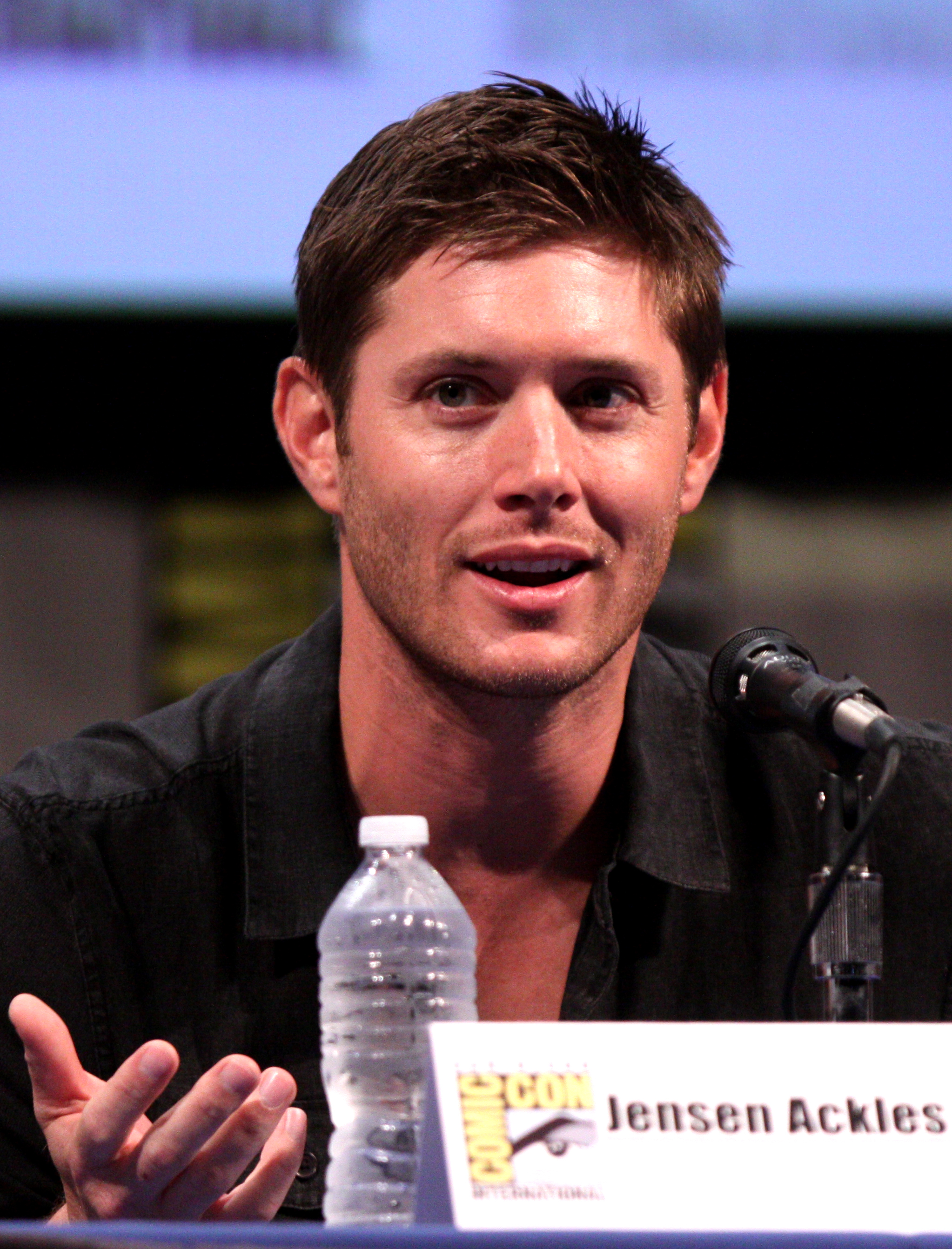
Jensen Ackles (2011)

Seit einigen Jahren ist Ackles auch als Musiker tätig; so war er als Gastsänger auf verschiedenen Alben zu hören, zum Beispiel auf Jason Manns Alben Christmas with Friends (Titel Have Yourself a Merry Little Christmas) und Covering with Friends (Titel Simple Man) und auf Steve Carlsons Single Angeles. 2018 gründete Ackles mit Steve Carlson die Band Radio Company. Im November 2019 veröffentlichte die Gruppe ihr erstes Album Vol. 1, im Mai 2021 folgte das zweite Album Vol. 2, im Februar 2023 das dritte Keep on Ramblin’.

### Privatleben
Im Mai 2010 heiratete Ackles die US-Schauspielerin Danneel Harris, mit der er bereits seit 2007 liiert war. Im Mai 2013 kam eine Tochter zur Welt. Im Dezember 2016 bekam das Paar Zwillinge, ein Mädchen und einen Jungen.

## Filmografie (Auswahl)

### Schauspieler
- 1995: Wishbone (Fernsehserie, Folge 1x35 Viva Wishbone!)
- 1996–1997: Mr. Rhodes (Fernsehserie, 7 Folgen)
- 1996: Sweet Valley High (Fernsehserie, Folge 3x17 All Along the Water Tower)
- 1998–2000: Zeit der Sehnsucht (Days of Our Lives, Fernsehserie, 18 Folgen)
- 1997: Cybill (Fernsehserie, Folge 3x22 So eine Blamage!)
- 2001: Blond (Blonde, TV-Zweiteiler)
- 2001–2002: Dark Angel (Fernsehserie, 22 Folgen)
- 2002–2003: Dawson’s Creek (Fernsehserie, 12 Folgen)
- 2003–2004: Still Life (6 Folgen; Serie nie ausgestrahlt)
- 2004: The Plight of Clownana (Kurzfilm)
- 2004–2005: Smallville (Fernsehserie, 20 Folgen)
- 2005: Devour – Der schwarze Pfad (Devour)
- 2005–2020: Supernatural (Fernsehserie, 327 Folgen)
- 2007: Ten Inch Hero
- 2009: My Bloody Valentine 3D
- 2019: Buddy Games
- 2022–2023: Big Sky (Fernsehserie, 14 Folgen)
- seit 2022: The Boys (Fernsehserie, 8 Folgen)
- 2022–2023: The Winchesters (Fernsehserie, 13 Folgen)
- 2023: Generation V (Gen V, Fernsehserie, Folge 1x06)
- 2024: Tracker (Fernsehserie, Folge 1x12)
- 2025: Countdown (Fernsehserie, 13 Folgen)

### Regisseur
- 2010–2019: Supernatural (Fernsehserie, 6 Folgen)
- 2021: Walker (Fernsehserie, 1 Folge)

### Synchronsprecher
- 2010: Batman: Under the Red Hood (Animationsfilm) … als Red Hood/Jason Todd
- 2010: Tron: Evolution (Computerspiel) … als Gibson
- 2010: The 3rd Birthday (Videospiel) … als Kyle Madigan
- 2011: Supernatural: The Animation (Animationsserie, 2 Folgen) … als Dean Winchester
- 2021: Batman: The Long Halloween Teil 1 und 2 (Animationsfilm) … als Batman/Bruce Wayne
- 2023: Justice League (verschiedene Ableger … als Batman/Bruce Wayne (3 Folgen))

## Diskografie
- 2014: Jason Manns – Christmas with friends – Have yourself a merry little Christmas
- 2016: Jason Manns – Covers with friends – The Weight und Simple Man
- 2018: Jason Manns – Recovering with friends – The Joker, Up on Cripple Creek und Funk 49
- 2019: Radio Company (Band zusammen mit Steve Carlson), Album Vol. 1
- 2021: Radio Company (Band zusammen mit Steve Carlson), Album Vol. 2
- 2023: Radio Company (Band zusammen mit Steve Carlson), Album Keep on Ramblin’